# Telmatobius macrostomus

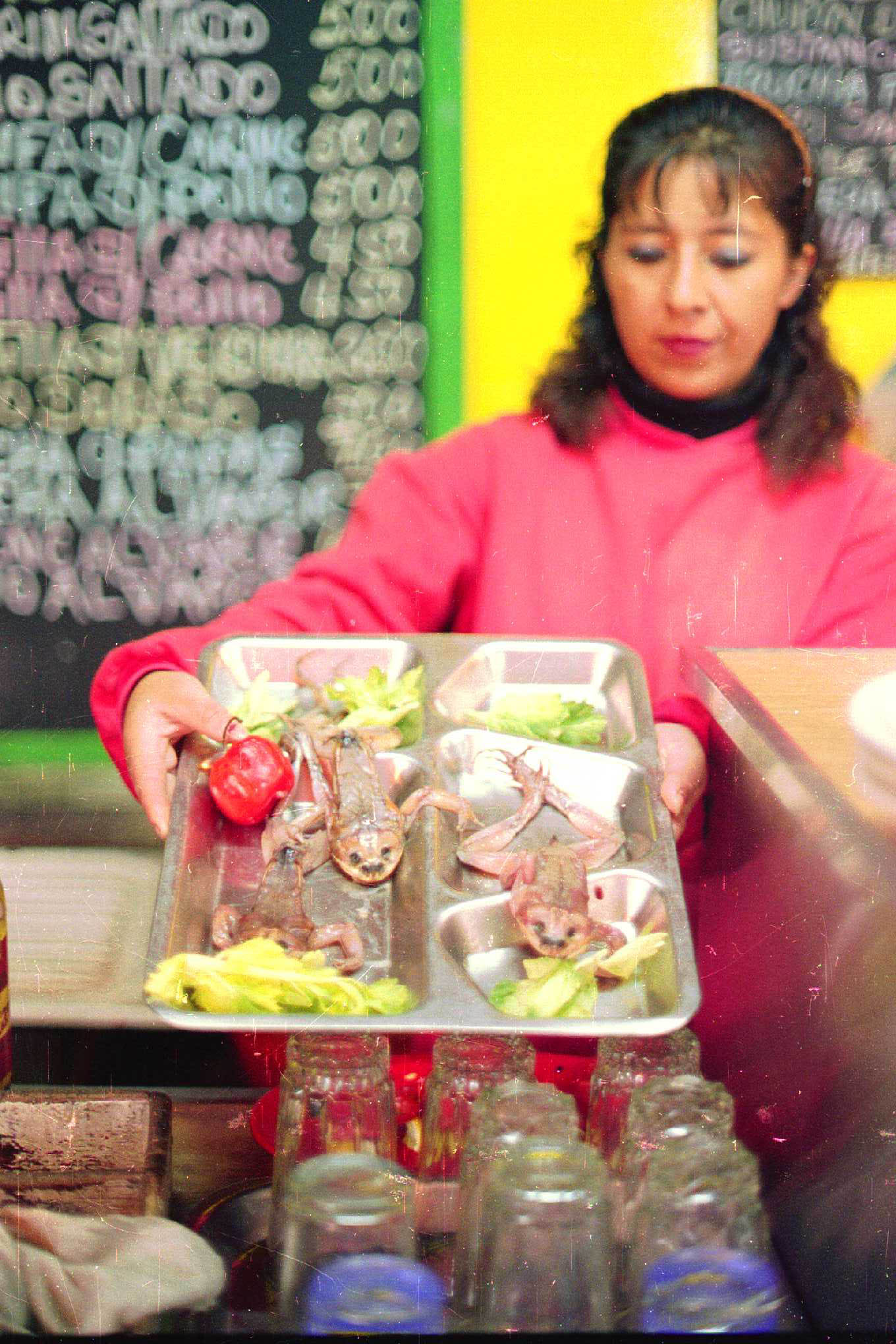
Venta de rana de Junín en restaurante de la Oroya

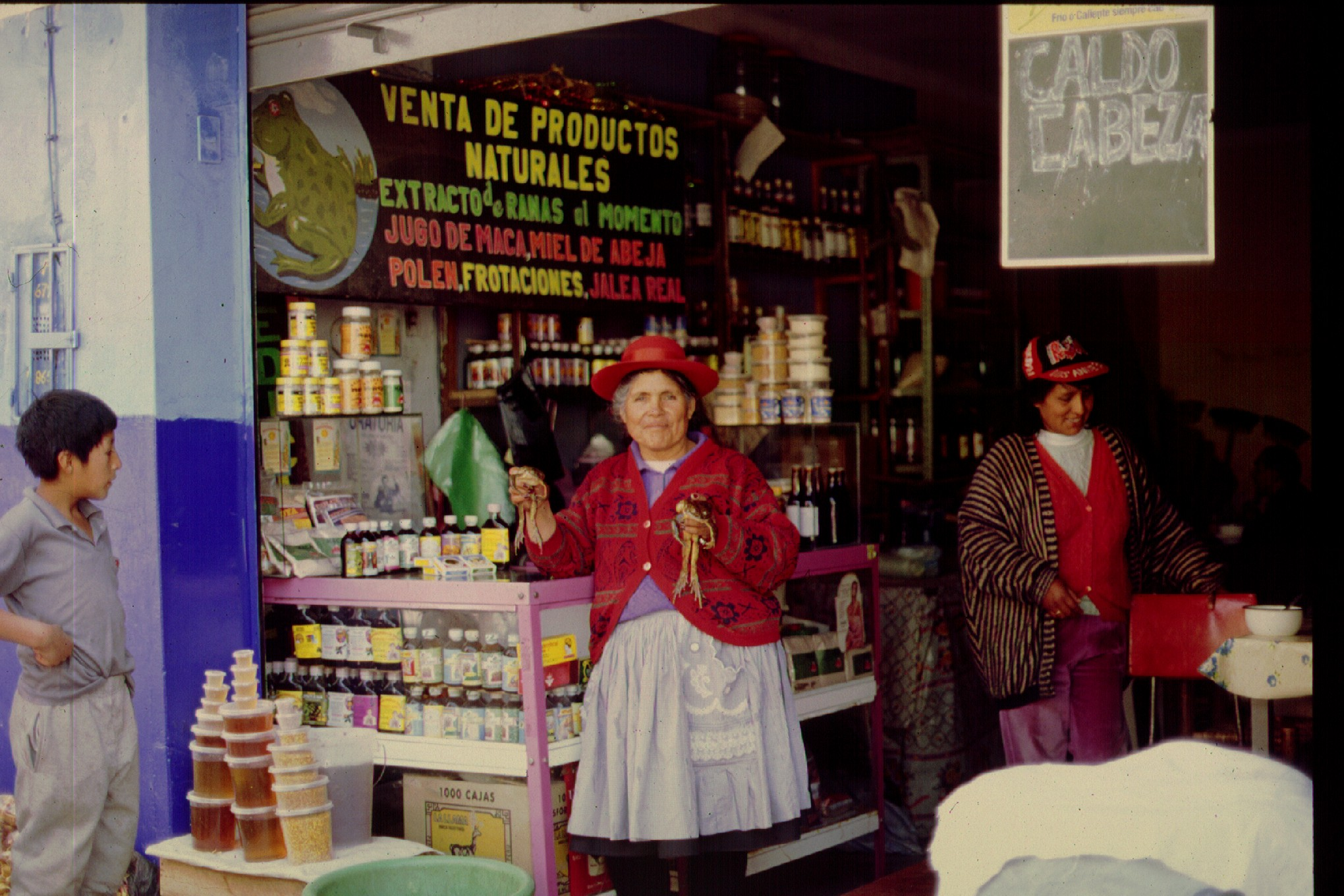
Mujer vendiendo ranas en Huancayo

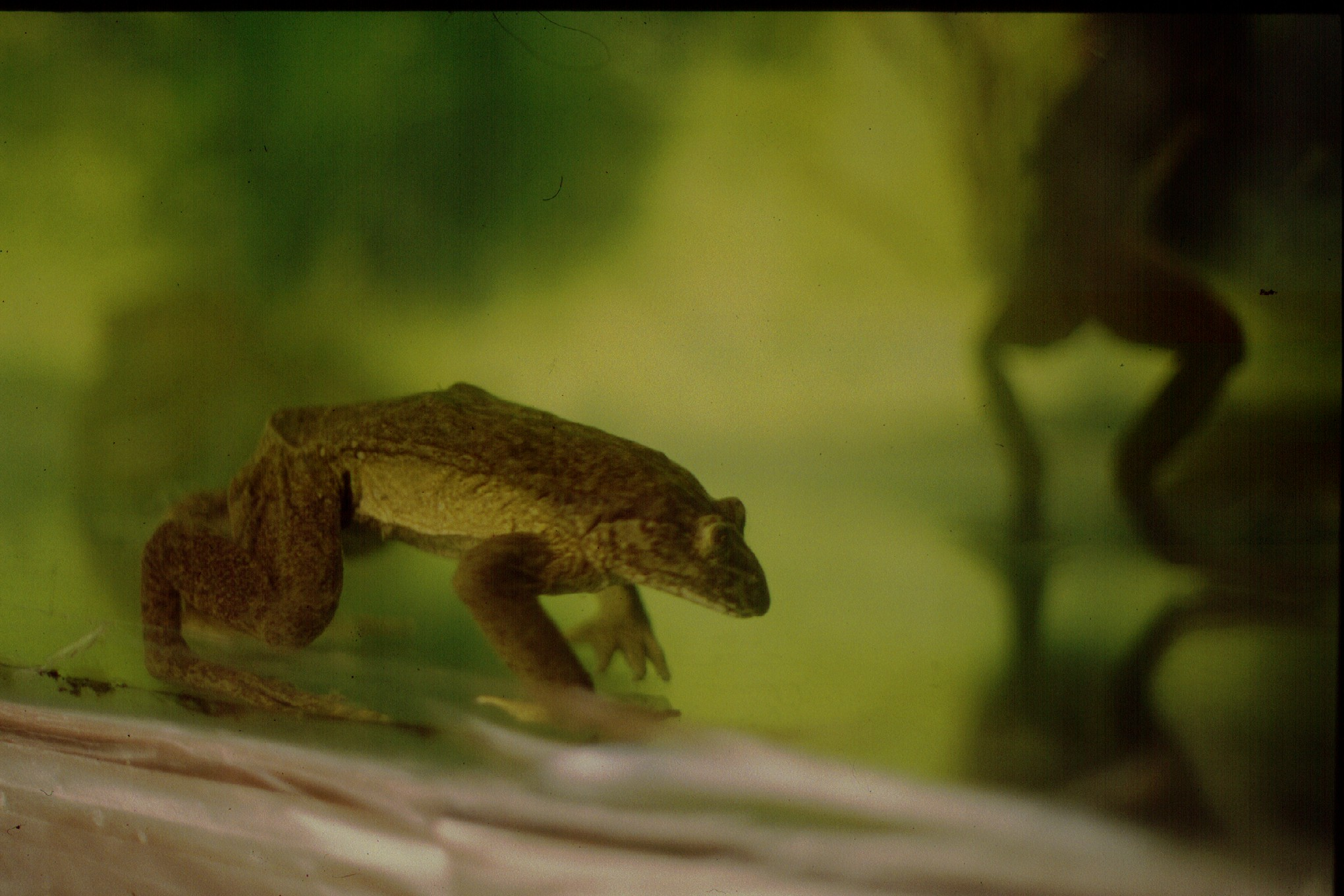
Ranas de Junín en cautiverio

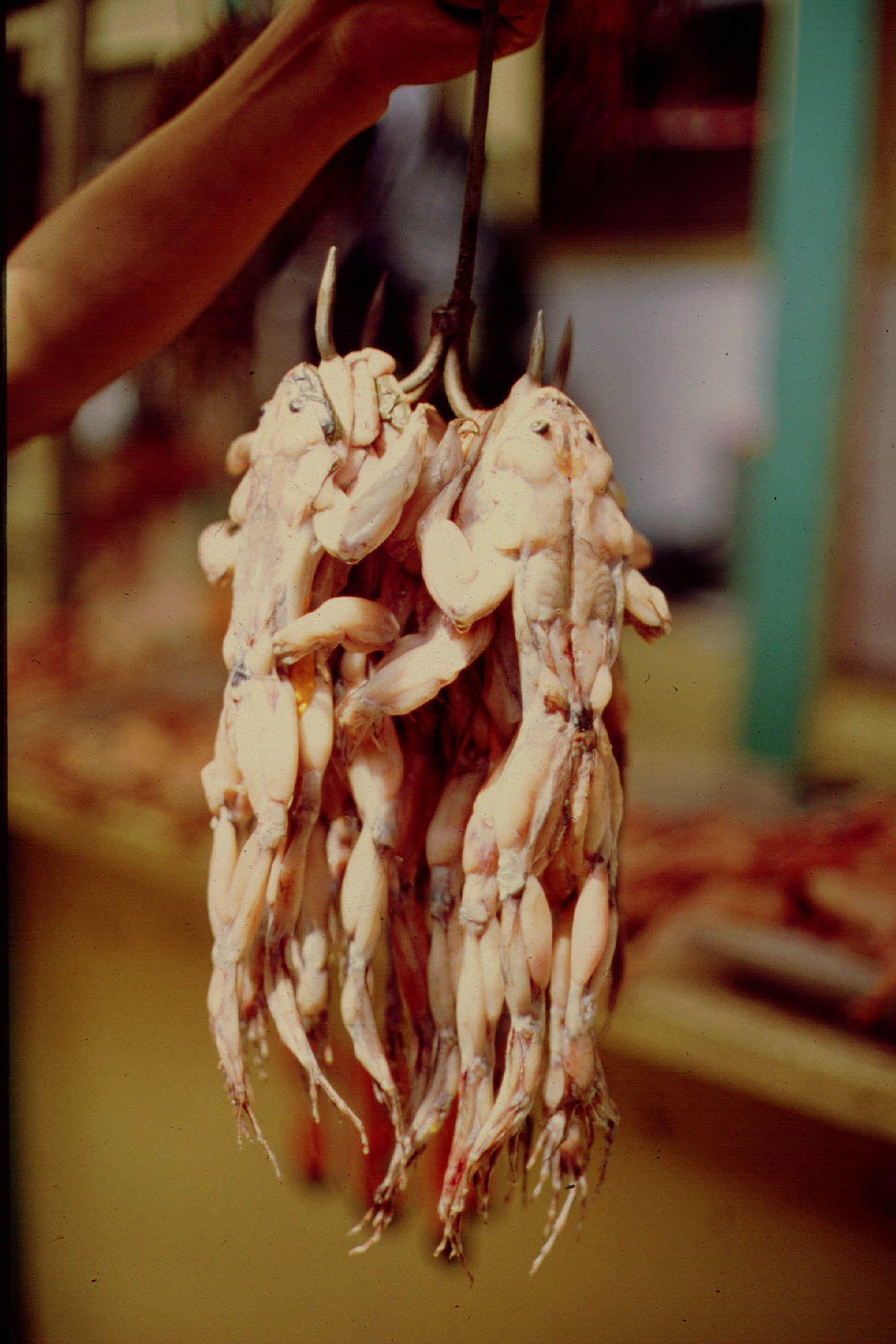
Ranas de Junín

La rana de Junín (Telmatobius macrostomus) es un anfibio anuro de la familia Ceratophryidae, endémica del Perú. Su hábitat natural son los lagos de aguas frescas.
Tiene un rol fundamental como controlador biológico en el equilibrio del ecosistema de los lagos, lagunas, lagunillas, ríos, riachuelos y dentro del ambiente humano.

## Características
“La rana gigante" puede llegar a medir hasta 60 centímetros de largo, vive en un ecosistema superior a los 4 100 metros sobre el nivel del mar y puede soportar temperaturas de hasta 3 grados bajo cero.

## Amenazas
Es una especie muy amenazada; sobreexplotada hace varias décadas para alimentación, por lo que parece se ha superado su capacidad de reclutamiento poblacional. Sirven para consumo humano en toda la sierra central del Perú, las dos especies nativas del género Telmatobius: Telmatobius macrostomus y Telmatobius brachydactylus. Los naturales las pescan por miles y las venden en los mercados. En los restaurantes de La Oroya y Huancayo se ofrecen platos típicos sobre la base de este animal. La carne tiene un alto contenido de proteínas y calorías, así como su porcentaje en grasa e hidratos de carbono, por lo que es adecuada para la alimentación del ser humano, en especial para aquellas personas que padecen alguna enfermedad. Telmatobius macrostomus se encuentra en la Lista Roja de Especies Amenazadas de la UNICN como especie "en peligro" y se cree que su población disminuye por la contaminación del agua.
Hay una amenaza mayor que su captura: Se comprobó por estudios histológicos que la rana se está extinguiendo por intoxicación por el cobre, principal componente de los relaves que se eliminan al lago.